# Salomé (film fra 1918)
Salomé er en amerikansk stumfilm fra 1918 af J. Gordon Edwards.

## Medvirkende
- Theda Bara - Salome
- G. Raymond Nye - Herod Antipas
- Albert Roscoe - John
- Herbert Heyes - Sejanus
- Bertram Grassby - David